# Браття Українці
Браття Українці  — пісня гурту  ШАБЛЯ на слова і музику лідера гурту ВоваГейзер, яка входить до однойменного альбому гурту
Пісня написана 2014 року до початку російської агресії проти України на Донбасі.
10 жовтня 2015 року на Всеукраїнському форумі ветеранів та учасників антитерористичної операції отримала статус офіційного Гімну АТО, а з початком повномасштабного вторгнення рф на територію України для мільйонів людей стала символом єднання та перемоги — Гімном оборони України.
Пісня обрана в якості стройової батальйоном Національної гвардії України ім. С.П. Кульчицького

## Виконання
24 серпня 2018 року на Майдані Незалежності ВоваГейзер спільно з оркестром Збройних Сил України (550 осіб) та зі зведеним хором ансамблів силових структур України піснею «Браття Українці» відкрили парад військ «Марш нової армії», присвячений 27-й річниці Незалежності України та 100-річному ювілею Української Народної Республіки. У тому ж складі музиканти виступили на великому концерті з нагоди Дня захисника України в Палаці Спорту в Києві. 3 серпня 2019 році в Києві відбулося урочисте відкриття Музею «Історії становлення Української нації», де пісня «Браття Українці» та прапор патріотично-мистецького проєкту «Браття Українці» є представленими на постійній основі як експозиції в композиціях «Героїчна оборона Донецького аеропорту», «Передова АТО: українські добровольчі батальйони».
- Шабля -Браття Українці /Гімн Оборони України[7]
- Шабля - Браття Українці /Гімн Оборони України[3]

## Кавери
9 травня 2022 міністр оборони Естонії (на ту мить - віце-спікер Парламенту Естонії) Ханно Певкур виконав пісню «Браття Українці» на естонському талант-шоу «Маска»
Пізніше ВоваГейзер та естонський міністр спільно заспівали цю пісню в музеї російсько-української війни в Києві, де Ханно Певкур перебував з офіційним візитом в Україні у лютому 2023 року.
Відео на ютубі з кавером на пісню «Браття Українці» від: 
- Юрія Городецького набрало понад два мільйони переглядів[11] та участь у програмі "Голос Країни" у 2023 році на каналі 1+1, де діючий військовий з піснею "Браття Українці" пройшов у супер фінал[12]
- грузинського виконавця Мамуки Хазарадзе набрало понад мільйон переглядів.[13]